# Théligny

Théligny este o comună în departamentul Sarthe, Franța. În 2009 avea o populație de 210 de locuitori.